# Петрищев Євген Сергійович
Євген Сергійович Петрищев (нар. 16 березня 1933, Фергана) — український скульптор; член Спілки радянських художників України.

## Біографія
Народився 16 березня 1933 року у місті Фергані (нині Узбекистан). 1953 року закінчив Ворошиловградське художнє училище, де його викладачами були зокрема В. Кравченко, В. Вайнреб, О. Тищенко, В. Дядичев.
Жив у Луганську, в будинку на вулиці Фрунзе, № 80, квартира № 3.

## Творчість
Працював у галузі станкової скульптури. Серед робіт:
- портрет Героя Соціалістичної Праці Петра Синяговського (1956);
- портрет Героя Соціалістичної Праці М. Мамая (1957);
- «Забійник» (1959, гіпс тонований);
- «Шахтар» (1961);
- «Устим Кармелюк» (1963);
- «Солдатські думи» (1975);
- пам'ятний знак загиблим шахтарям шашти «Кремінна» (1993);
- портрет голови земської управи Віктора Радакова (1995).

Брав участь у республіканських та всесоюзних виставках з 1957 року. 